# Letnie Igrzyska Olimpijskie 1920
Letnie Igrzyska Olimpijskie 1920 (oficjalnie Igrzyska VII Olimpiady) – edycja letnich igrzysk olimpijskich, przeprowadzona w Antwerpii w Belgii pomiędzy 23 kwietnia a 12 września 1920 roku (ceremonia otwarcia miała miejsce 14 sierpnia 1920 roku).
W igrzyskach wzięło udział 2626 sportowców (2561 mężczyzn i 65 kobiet) z 29 krajów, którzy rywalizowali w 158 zawodach sportowych w 25 dyscyplinach. Klasyfikację medalową wygrały Stany Zjednoczone z dorobkiem 95 medali.

## Wybór miasta-gospodarza
W czerwcu 1914 roku w Paryżu w atmosferze pogarszającej się sytuacji międzynarodowej odbył się VI Kongres Olimpijski, na którym omawiano kandydatury Amsterdamu, Antwerpii, Budapesztu i Rzymu do miana gospodarza letnich igrzysk olimpijskich w 1920 roku. 23 czerwca, podczas 16. sesji Międzynarodowego Komitetu Olimpijskiego (MKOl), zaakceptowano kandydatury Antwerpii i Budapesztu z nieznaczną preferencją dla tego drugiego miasta. Członkowie MKOl nie zdołali jednak dokonać ostatecznego wyboru, a mający miejsce niedługo później wybuch I wojny światowej uniemożliwił dalszy postęp w procedurze wybierania.
W 1915 roku ofertę organizacji igrzysk olimpijskich w 1920 roku złożył Lyon, jednak po pewnych dyskusjach zgodził się wesprzeć Antwerpię i odroczyć swoją kandydaturę do 1924 roku, jeśli doświadczająca działań wojennych Antwerpia zostanie wyzwolona na czas, aby zorganizować imprezę. Poparcie dla Belgii ze strony Francji, wówczas wiodącego państwa w MKOl, oznaczało również, że Budapeszt, należący wówczas do wrogiego stronnictwa w I wojnie światowej, nie miał szans na organizację Letnich Igrzysk Olimpijskich 1920 przeciwko Antwerpii.
Wkrótce po rozejmie z listopada 1918 roku de facto kończącym I wojnę światową MKOl postanowił dać Antwerpii pierwszeństwo, jeśli nadal chciałaby ona zorganizować Letnie Igrzyska Olimpijskie 1920, co oznaczało, że zgłoszone w międzyczasie oferty organizacji igrzysk z miast amerykańskich: Cleveland, Filadelfii i Atlanty (dodatkowo władze Kuby planowały zgłoszenie kandydatury Hawany) nie były na poważnie brane pod uwagę. W marcu 1919 roku Belgijski Komitet Olimpijski podjął decyzję o kontynuowaniu starań o organizację igrzysk, a 5 kwietnia 1919 roku, podczas pierwszej po I wojnie światowej sesji MKOl w Lozannie, Antwerpia została oficjalnie ogłoszona gospodarzem Igrzysk VII Olimpiady w 1920 roku. Wybór Antwerpii jako gospodarza imprezy był w dużej mierze hołdem MKOl wobec Belgii, której wojska bohatersko walczyły z Niemcami po ich napaści na belgijskie terytorium w okresie I wojny światowej i która jako państwo zapłaciła wysoką cenę za działania wojenne. Belgowie zobowiązali się do zorganizowania igrzysk pomimo zmagań ze zniszczeniami wojennymi i krótkiego czasu na przygotowania.

## Organizacja
Z powodu dopiero co zakończonej I wojny światowej cała Europa była spustoszona, w związku z czym trudno było zdobyć fundusze i materiały na organizację igrzysk. Kiedy sportowcy przybyli do Antwerpii, budowa wielu obiektów sportowych, w tym Stadionu Olimpijskiego, nie była jeszcze ukończona. W czasie trwania imprezy sportowcy mieszkali w ciasnych kwaterach i spali na składanych łóżkach polowych.
Wszystkie zawody sportowe podczas igrzysk charakteryzowały się bardzo niską liczbą widzów – głównie dlatego, że po wojnie ludzi nie było stać na bilety. W związku z tym na organizacji igrzysk Belgia straciła ponad 600 milionów franków.
Jako że Komitet Organizacyjny Letnich Igrzysk Olimpijskich 1920 zbankrutował w trakcie igrzysk, nie został sporządzony żaden oficjalny raport z tej imprezy. Różne dokumenty z igrzysk zostały zarchiwizowane w siedzibie Belgijskiego Komitetu Olimpijskiego w Brukseli. Na podstawie tych dokumentów komitet w 1957 roku przygotował raport, który przez większość ekspertów jest uważany za w pełni kompletny pod względem dat, aktywności i statystyk.

## Ceremonia otwarcia

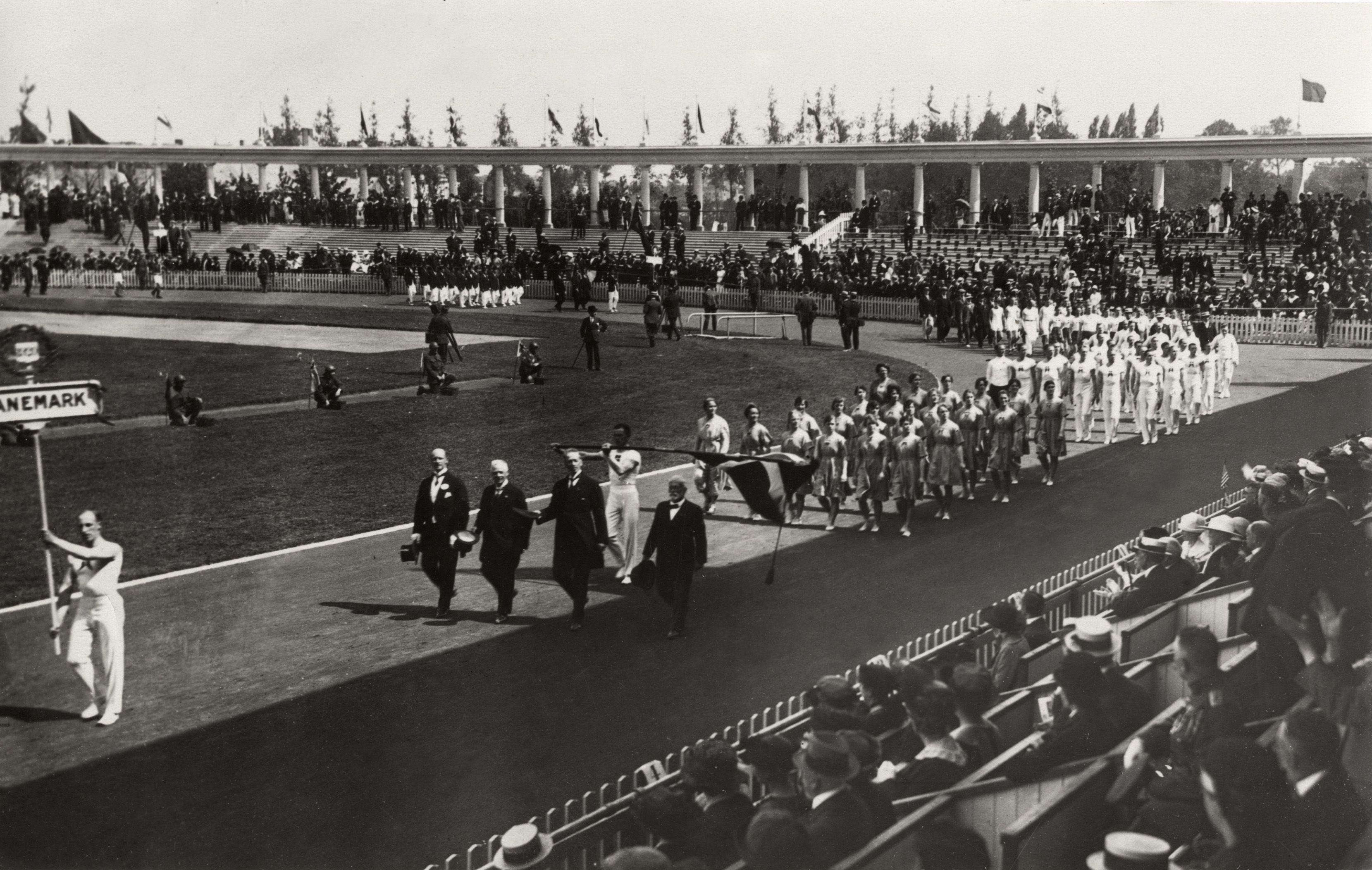
Parada ekipy duńskiej podczas ceremonii otwarcia igrzysk

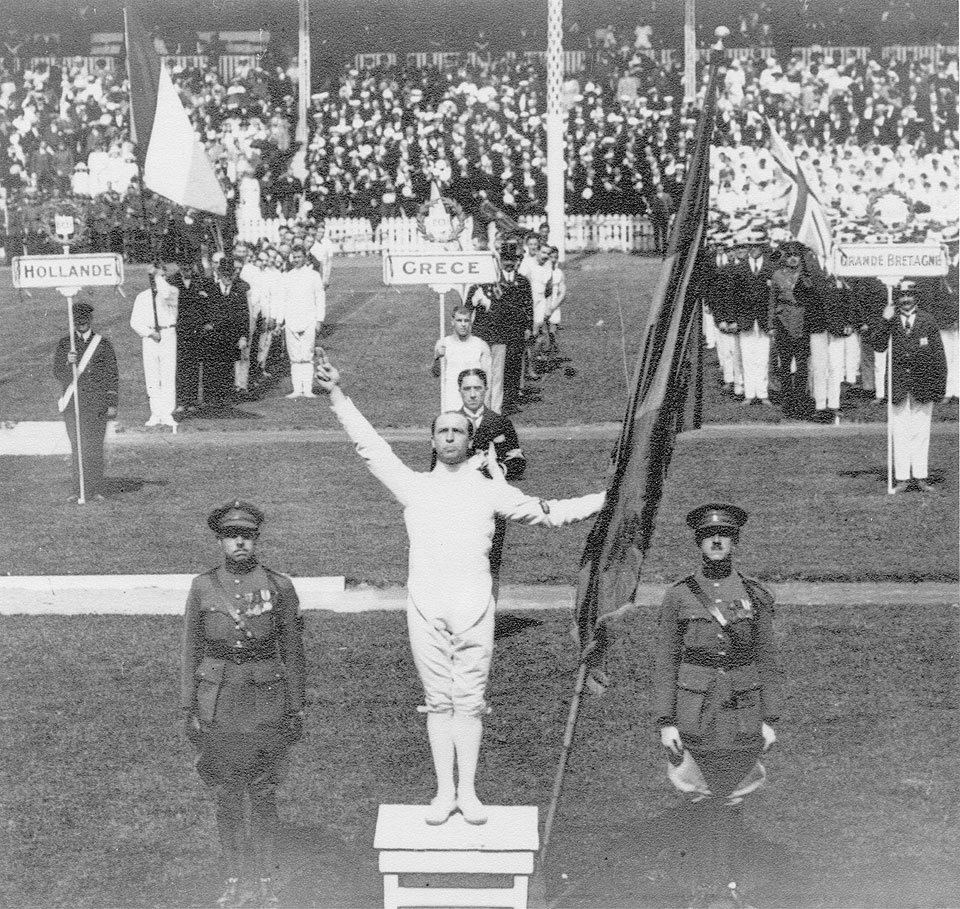
Victor Boin podczas składania przysięgi olimpijskiej sportowców

Ceremonia otwarcia Letnich Igrzysk Olimpijskich 1920 odbyła się w sobotę 14 sierpnia na specjalnie wybudowanym z myślą o igrzyskach Stadionie Olimpijskim w Antwerpii. Była godna uwagi z następujących powodów: po raz pierwszy w historii igrzysk olimpijskich wciągnięto na maszt flagę olimpijską, po raz pierwszy złożono przysięgę olimpijską, a także po raz pierwszy wypuszczono białe gołębie jako symbol pokoju.
Według raportu, rano w dniu otwarcia igrzysk „w katedrze odprawiono nabożeństwo ku pamięci sportowców, którzy zginęli za swój kraj, po którym odśpiewano Te Deum i przemówił Jego Eminencja Kardynał Mercier”. Po południu odbyła się właściwa ceremonia otwarcia, rozpoczęta paradą ekip sportowców z poszczególnych, w sumie 29, krajów, przed którymi szli chorążowie, ustawiający się w rzędzie na środku stadionu. Następnie przemówienie wygłosił prezydent MKOl Henri de Baillet-Latour, a po jego zakończeniu król Belgów Albert I ogłosił oficjalne otwarcie Igrzysk VII Olimpiady. Wówczas na stadion wniesiono flagę olimpijską, po czym uroczyście wciągnięto ją na maszt. Potem rozbrzmiały tybetańskie trąby, a gołębie mające na sobie barwy uczestniczących w igrzyskach narodów wzbiły się w niebo nad Antwerpią. Na koniec, belgijski sportowiec kilku specjalizacji i zarazem chorąży reprezentacji Belgii Victor Boin wszedł na podium i jako pierwszy atleta w historii złożył przysięgę olimpijską sportowców.

## Szczególne wydarzenia podczas rywalizacji
Rywalizacja na Letnich Igrzyskach Olimpijskich 1920 rozpoczęła się na długo przed ceremonią otwarcia, w kwietniu, kiedy to przeprowadzono zawody w sportach zimowych uprawianych na lodowisku: hokeju na lodzie (po raz pierwszy w programie igrzysk olimpijskich) i łyżwiarstwie figurowym (powróciło po debiucie na letnich igrzyskach olimpijskich w Londynie w 1908 roku) – obie te dyscypliny od 1924 roku, kiedy to miały miejsce pierwsze zimowe igrzyska olimpijskie, rozgrywane w Chamonix, są wyłącznie częścią programu zimowych igrzysk olimpijskich. W turnieju hokejowym zwyciężyła Kanada, która na podium wyprzedziła Stany Zjednoczone i Czechosłowację, zaś w łyżwiarstwie figurowym złotymi medalistami zostali: Szwed Gillis Grafström wśród solistów, jego rodaczka Magda Julin wśród solistek oraz Finowie Ludowika Jakobsson i Walter Jakobsson wśród par sportowych.

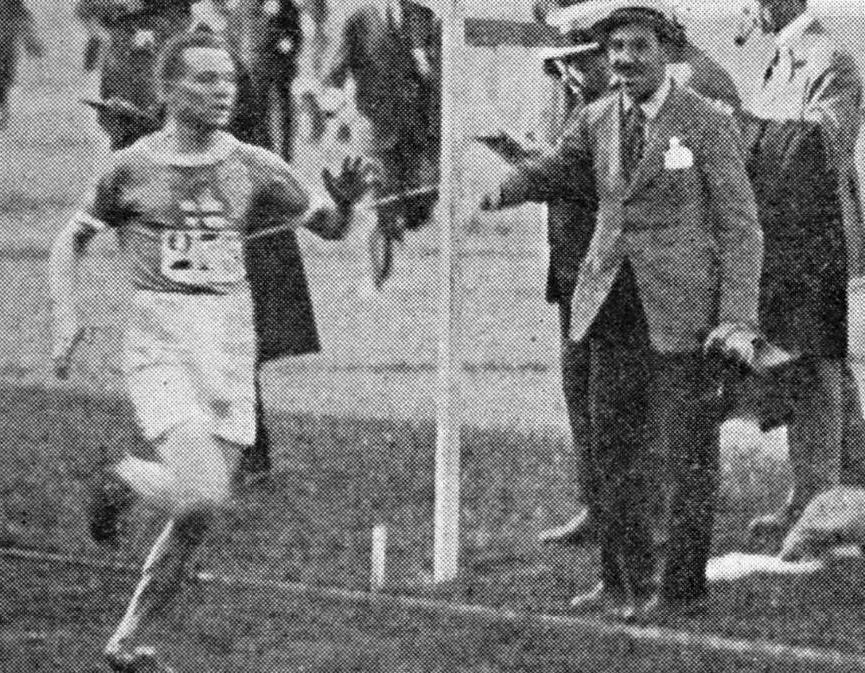
Paavo Nurmi podczas wygrywania biegu na 10 000 m

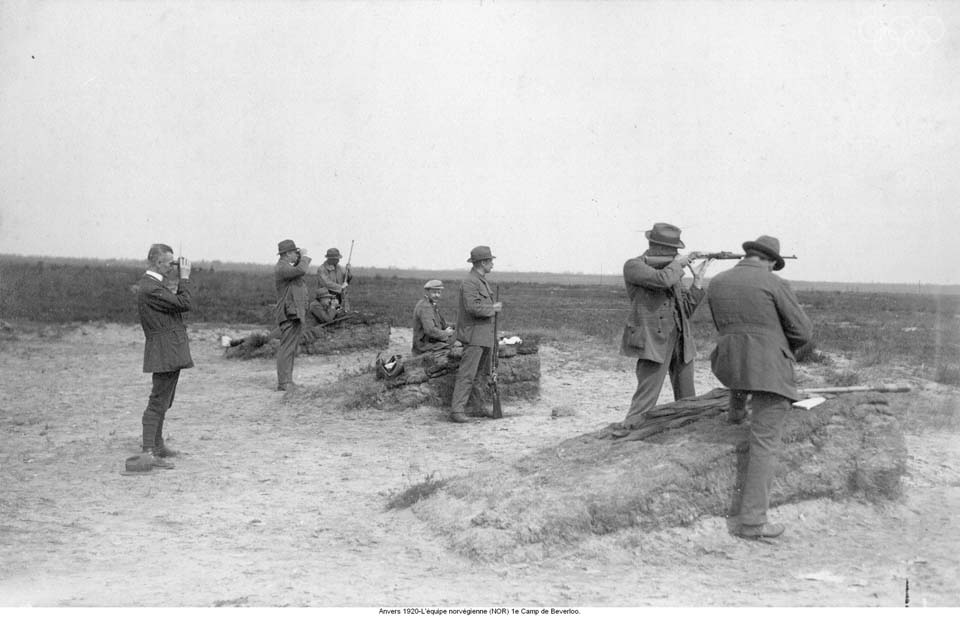
Drużyna Norwegii podczas zawodów strzeleckich w Kamp van Beverloo

Przed oficjalnym otwarciem igrzysk odbyły się także zawody w łucznictwie, na których 54-letni Belg Hubert Van Innis zdobył sześć medali, w tym cztery złote, w polo, na których Wielka Brytania pokonała w finale Hiszpanię 13:11, a także w kolarstwie torowym i w szosowym.
Letnie Igrzyska Olimpijskie 1920 są pamiętane przez wzgląd na olimpijski debiut słynnego fińskiego biegacza długodystansowego Paava Nurmiego, jednego z tzw. „Latających Finów”. Nurmi zdobył na antwerpskich igrzyskach trzy spośród w sumie dziewięciu złotych medali olimpijskich w karierze: w biegu na 10 000 m, w biegu przełajowym indywidualnie i w biegu przełajowym drużynowo. W czwartej konkurencji, w której startował – biegu na 5000 m – zajął drugie miejsce, za Francuzem Josephem Guillemotem. Z kolei rodak Nurmiego, Hannes Kolehmainen, mający na koncie zwycięstwa w biegach na 5000 m i na 10 000 m na rozegranych osiem lat wcześniej igrzyskach olimpijskich w Sztokholmie, wygrał maraton.
Zawody w szermierce zdominowali Włosi: Nedo Nadi i jego młodszy brat Aldo Nadi. Pierwszy z nich zdobył pięć złotych medali, zaś drugi w sumie cztery, w tym trzy wykonane z najcenniejszego kruszcu. Obaj stanęli przy tym na podium w konkurencji szabli indywidualnie – Nedo na najwyższym jego stopniu, zaś Aldo na drugim.
Program strzelectwa obejmował 20 konkurencji, w tym 10 drużynowych. Prym w nich wiedli Amerykanie: Willis Lee i Lloyd Spooner, którzy zdobyli po siedem medali, oraz Carl Osburn, który wywalczył sześć medali. Strzelectwo na antwerpskich igrzyskach przyniosło też pierwszy w historii złoty medal olimpijski dla Brazylii: zdobył go Guilherme Paraense w konkurencji pistoletu wojskowego, 30 m. Innym wartym odnotowania wydarzeniem w zawodach strzeleckich jest udział w nich Szweda Oscara Swahna, który w momencie rywalizacji miał 72 lata i ponad 250 dni, co do dziś (stan na 2024 rok) czyni go najstarszym uczestnikiem igrzysk olimpijskich w historii. Mający na koncie udział w igrzyskach w 1908 i w 1912 roku (zdobył na nich w sumie pięć medali, w tym trzy złote) Swahn wywalczył w Antwerpii srebrny medal w konkurencji rundy podwójnej do sylwetki jelenia, drużynowo, przez co do dzisiaj (stan na 2024 rok) uchodzi za najstarszego zdobywcę medalu olimpijskiego.

## Miejsca rywalizacji
| Miejsce                                                     | Dyscyplina | Informacje dodatkowe                   | Źródło              |
| ----------------------------------------------------------- | --- | -------------------------------------- | ------------------- |
| Beverloo Camp                                               | strzelectwo (pistolet/karabin) | —                                      | [ 10 ] [ 11 ]       |
| Hoogboom Military Camp                                      | strzelectwo (trap, runda do sylwetki jelenia) | —                                      | [ 10 ]              |
| IJ                                                          | żeglarstwo (jole 12-stopowe) | —                                      | [ 11 ]              |
| Jules Ottenstadion                                          | piłka nożna (mecz Egipt–Włochy) | pojemność: 12 919 miejsc               | [ 12 ] [ 13 ]       |
| Kanał morski Bruksela–Skalda                                | wioślarstwo | —                                      | [ 14 ]              |
| Nachtegalen Park                                            | łucznictwo | —                                      | [ 11 ]              |
| Ogrody pałacu Egmonta                                       | szermierka | —                                      | [ 15 ]              |
| Olympisch Stadion                                           | gimnastyka, hokej na trawie, jeździectwo, lekkoatletyka, pięciobój nowoczesny, piłka nożna, podnoszenie ciężarów, przeciąganie liny, rugby union | pojemność: 35 000 miejsc               | [ 11 ] [ 16 ] [ 4 ] |
| Ostenda                                                     | polo, żeglarstwo | —                                      | [ 17 ] [ 18 ]       |
| Palais de Glace d’Anvers                                    | hokej na lodzie, łyżwiarstwo figurowe | —                                      | [ 19 ] [ 20 ]       |
| Royal Beerschot THC                                         | tenis | —                                      | [ 21 ]              |
| Stadion aan de Broodstraat                                  | piłka nożna | —                                      | [ 22 ]              |
| Stade Joseph Marien                                         | piłka nożna | pojemność: 25 000 miejsc               | [ 23 ]              |
| Stade Nautique d’Antwerp                                    | piłka wodna, pływanie, skoki do wody | —                                      | [ 11 ] [ 20 ]       |
| Trasa Merksem–Turnhout–Molt–Heyst-or-dem-Beg–Lier–Antwerpia | kolarstwo szosowe | długość: 175 km                        | [ 24 ] [ 25 ]       |
| Vélodrome d’Anvers Zuremborg                                | kolarstwo torowe | obwód: 400 m, pojemność: 14 000 miejsc | [ 26 ]              |
| Zoo w Antwerpii                                             | boks, zapasy | —                                      | [ 27 ] [ 28 ]       |

## Państwa uczestniczące

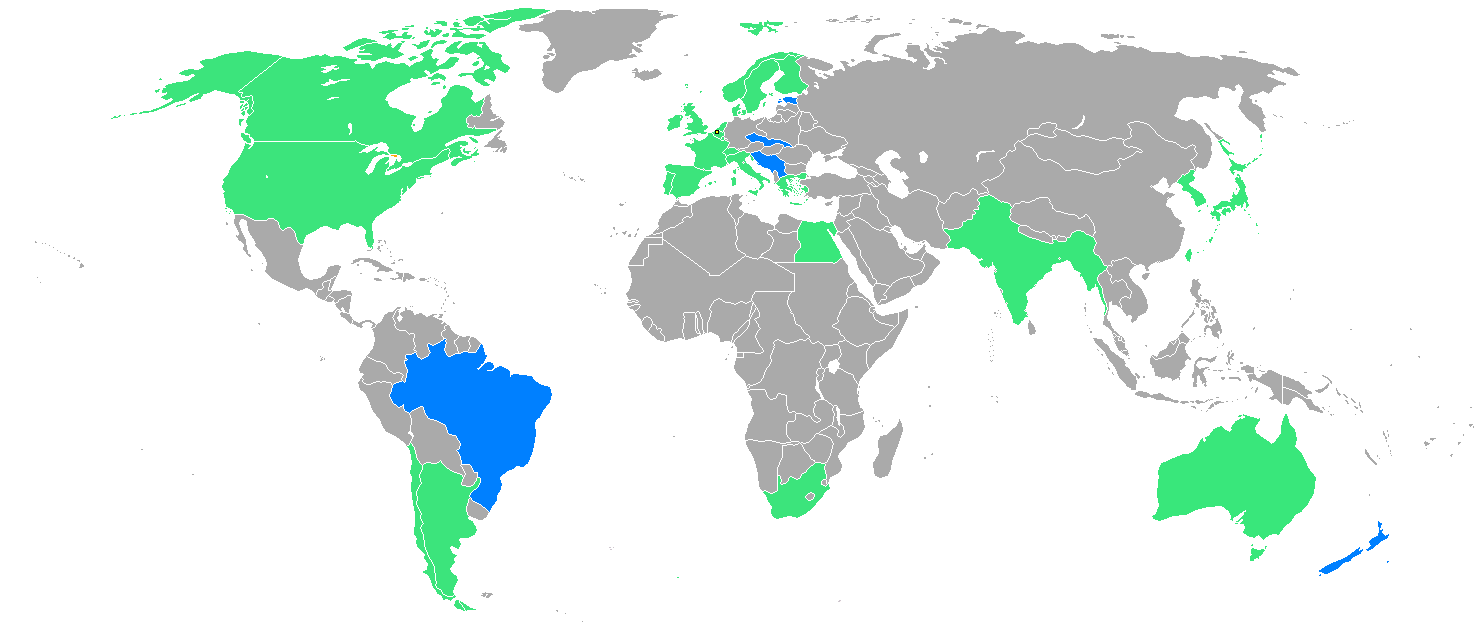
Uczestnicy

| - Argentyna - Australia - Belgia - Brazylia - Chile - Czechosłowacja - Dania - Egipt - Estonia - Finlandia | - Francja - Grecja - Hiszpania - Holandia - Indie Brytyjskie - Japonia - Królestwo SHS - Kanada - Luksemburg - Monako | - Norwegia - Nowa Zelandia - Portugalia - Południowa Afryka - Stany Zjednoczone - Szwajcaria - Szwecja - Wielka Brytania - Włochy |

Igrzyska w Antwerpii były miejscem debiutu olimpijskiego dla 6 państw: Brazylii, Czechosłowacji, Estonii, Królestwa Serbów, Chorwatów i Słoweńców, Monako oraz Nowej Zelandii (debiut jako samodzielne państwo; brała udział w igrzyskach w 1908 i w 1912 roku, ale jako cześć wspólnej reprezentacji z Australią – Australazji).
Na igrzyska pojechał także reprezentant brytyjskiego Dominium Nowej Fundlandii, biegacz długodystansowy Eric Robertson, jednak na miejscu dowiedział się, że nie może reprezentować swojej ojczyzny, gdyż nie miała ona żadnego komitetu olimpijskiego ani związku sportowego, który mógłby potwierdzić jego status sportowca. W związku z tym Robertson startował na igrzyskach w barwach Wielkiej Brytanii.

### Sprawa nieuczestniczenia niektórych państw
Do udziału w Letnich Igrzyskach Olimpijskich 1920 nie zostały zaproszone państwa występujące przeciw zachodniej koalicji w I wojnie światowej (państwa centralne), które zarazem tę wojnę przegrały: Niemcy (uznawane przez pomysłodawcę nowożytnych igrzysk olimpijskich Pierre’a de Coubertina za „jedynych winowajców wybuchu wojny”), Austria, Węgry, Bułgaria i Turcja, która dodatkowo pochłonięta była odpieraniem, trwającej od maja 1919 roku greckiej inwazji. Zaproszenia nie wysłano również do Rosji, co stanowiło część politycznego embarga ze strony Zachodu.
W marcu 1919 roku do udziału w igrzyskach olimpijskich w Antwerpii zaproszona została Polska. Był to spory sukces polityki zagranicznej odrodzonego po 123 latach zaborów państwa, bowiem nie posiadało ono swojego przedstawiciela w strukturze MKOl, ponadto nie istniał w nim jeszcze wówczas narodowy Komitet Olimpijski (Polski Komitet Olimpijski (PKOl) założono dopiero 12 października 1919 roku). Po trzymiesięcznych przygotowaniach polskich sportowców do startu w imprezie – ze względu na toczoną w tym czasie przez Polskę wojnę z Rosją Radziecką, która bezpośrednio dotyczyła wielu z potencjalnych olimpijczyków, będących jednocześnie żołnierzami Wojska Polskiego – 12 lipca 1920 roku PKOl podjął decyzję o odwołaniu sportowców z udziału w igrzyskach, rezygnując tym samym z wysłania polskiej kadry olimpijskiej do Antwerpii. 26 lipca 1920 roku prezes PKOl Stefan Lubomirski wysłał do belgijskich organizatorów igrzysk list wyjaśniający powody rezygnacji Polski z udziału w imprezie.

## Wyniki
| - boks - gimnastyka - hokej na lodzie - hokej na trawie - jeździectwo - kolarstwo - lekkoatletyka - łucznictwo - łyżwiarstwo figurowe - pięciobój nowoczesny - piłka nożna - piłka wodna |  | - pływanie - podnoszenie ciężarów - polo - przeciąganie liny - rugby union - skoki do wody - strzelectwo - szermierka - tenis ziemny - wioślarstwo - zapasy - żeglarstwo |

### Dyscypliny pokazowe
- korfball(inne języki)
- piłka wodna kobiet[30]

## Klasyfikacja medalowa
| Klasyfikacja medalowa              |                   |       |        |      |       |
| Lp.                                | Państwo           | złoto | srebro | brąz | razem |
| 1                                  | Stany Zjednoczone | 41    | 27     | 27   | 95    |
| 2                                  | Szwecja           | 19    | 18     | 24   | 61    |
| 3                                  | Wielka Brytania   | 15    | 15     | 13   | 43    |
| 4                                  | Finlandia         | 15    | 10     | 9    | 34    |
| 5                                  | Belgia            | 14    | 11     | 11   | 36    |
| 6                                  | Norwegia          | 13    | 9      | 9    | 31    |
| 7                                  | Włochy            | 13    | 5      | 5    | 23    |
| 8                                  | Francja           | 9     | 19     | 13   | 41    |
| 9                                  | Holandia          | 4     | 2      | 5    | 11    |
| 10                                 | Dania             | 3     | 9      | 1    | 13    |
| Zobacz pełną klasyfikację medalową |                   |       |        |      |       |